# Onobrychis talagonica
Onobrychis talagonica är en ärtväxtart som beskrevs av Karl Heinz Rechinger. Onobrychis talagonica ingår i släktet esparsetter, och familjen ärtväxter. Inga underarter finns listade i Catalogue of Life.